# Михалевський Володимир Іванович
Володимир Іванович Михалевський (нар. 29 листопада 1959, Баку, Азербайджанська РСР) — радянський футболіст, захисник, спортивний керівник. У радянській вищій лізі зіграв 185 поєдинків та забив 4 голи. Срібний призер молодіжного чемпіонату світу (1979).

## Життєпис
Народився 29 листопада 1959 року в місті Баку, другим з трьох дітей. Закінчив загальноосвітню школу №42 у 1976 році. Того ж року вступив до Азербайджанського Державного Інституту Фізичної культури імені С.М. Кірова й закінчив в його в 1980 році. Через чотири роки, в 1984 році, вступив до Ленінградського Фінансового Економічного Університету імені М.А. Вознесенського, який нині відомий як Санкт-Петербурзький державний економічний університет, та закінчив його у 1989 році.

### Клубна кар'єра
Вихованець «Нефтчі». Футбольну кар'єру розпочав 1976 року в складі аматорського клубу «Араз» (Баку). У 1977 році проходив військову службу в одеському СКА, яке виступало у Другій лізі СРСР. Потім повернувся до «Нефтчі». Дебютував за бакинський клуб 10 квітня 1977 року в поєдинку кубку СРСР проти мінського «Динамо».
Перший матч у вищій лізі зіграв 22 жовтня 1978 року проти московського «Спартака», вийшовши на заміну на 69-й хвилині замість Тофіка Аббасова. Починаючи з сезону 1979 року став гравцем основного складу бакинців. 2 травня 1980 року відзначився першим гол на найвищому рівні, у ворота «Пахтакора». До осені 1985 року втратив місце в основному складі й по завершенні сезону покинув команду. Всього за «Нефтчі» зіграв 185 матчів (4 голи) у чемпіонатах СРСР та щонайменше 15 матчів у Кубку СРСР.
У 1986 році виступав у другій лізі за бакинський «Гянджлік», після чого припинив виступи на рівні команд майстрів. По завершенні кар'єри деякий час займався бізнесом, спочатку в Баку, а потім — у Москві.

### Кар'єра в збірній
У 1979 році став срібним призером молодіжного чемпіонату світу, у фінальному турнірі взяв участь в п'яти матчах та відзначився одним голом — на груповій стадії у воротах Гвінеї. Того ж року отримав звання «Майстер спорту СРСР».

### Подальша спортивна кар'єра
У 2000-і роки працював першим заступником голови Московської міської організації ВФСТ «Динамо». У 2008 році — головний менеджер збірної Росії з хокею з м'ячем. Був віце-президентом Міжнародної федерації бенді (FIB) і входив до виконавчого комітету Федерації хокею з м'ячем Росії. У 2011 році — віце-президент владикавказької «Аланії».

## Нагороди
Нагороджений медаллю ордена «За заслуги перед Вітчизною» II ступеня (2007).
Присвоєно звання «Заслужений тренер Росії».
Під час роботи в «Динамо» був нагороджений знаком «Почесний Динамівець» та почесною золотою медаллю «За видатні спортивні досягнення й особливий внесок у динамівський рух».

## Сім'я
Одружений, двоє дітей.